# Набережная 1 Мая
На́бережная 1 Ма́я — набережная канала имени Варвация в центральной части Астрахани, проходит с запада на восток. 
Нечётная сторона расположена к северу от канала, чётная — к югу. Начинается от набережной Приволжского затона у Таможенного моста. Пересекает Волжскую улицу, улицы Бэра, Мусы Джалиля, Кирова, Мечникова, Дарвина, Калинина, Победы, Псковскую и заканчивается у улиц Свердлова и Бакинской у Ивановского моста. Большую часть застройки с обеих сторон канала составляют малоэтажные дореволюционные здания, среди них много памятников архитектуры.

## История
До 1837 года северная сторона называлась Первой Канальной набережной, южная — Второй, затем южная была переименована в Екатерининскую. Позднее также существовала название набережная Варвациевского канала. В 1920 году получила современное название.

## Галерея

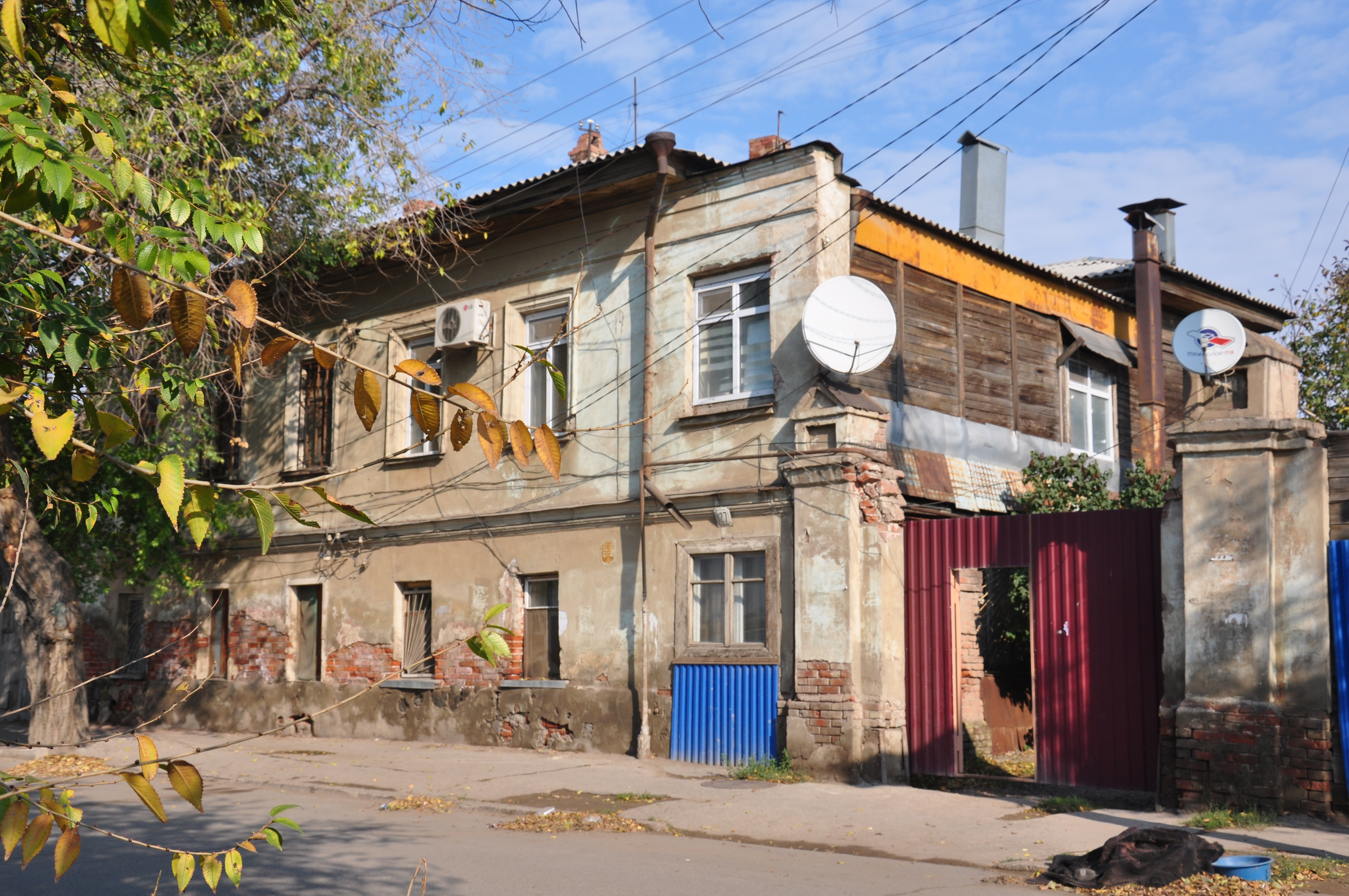
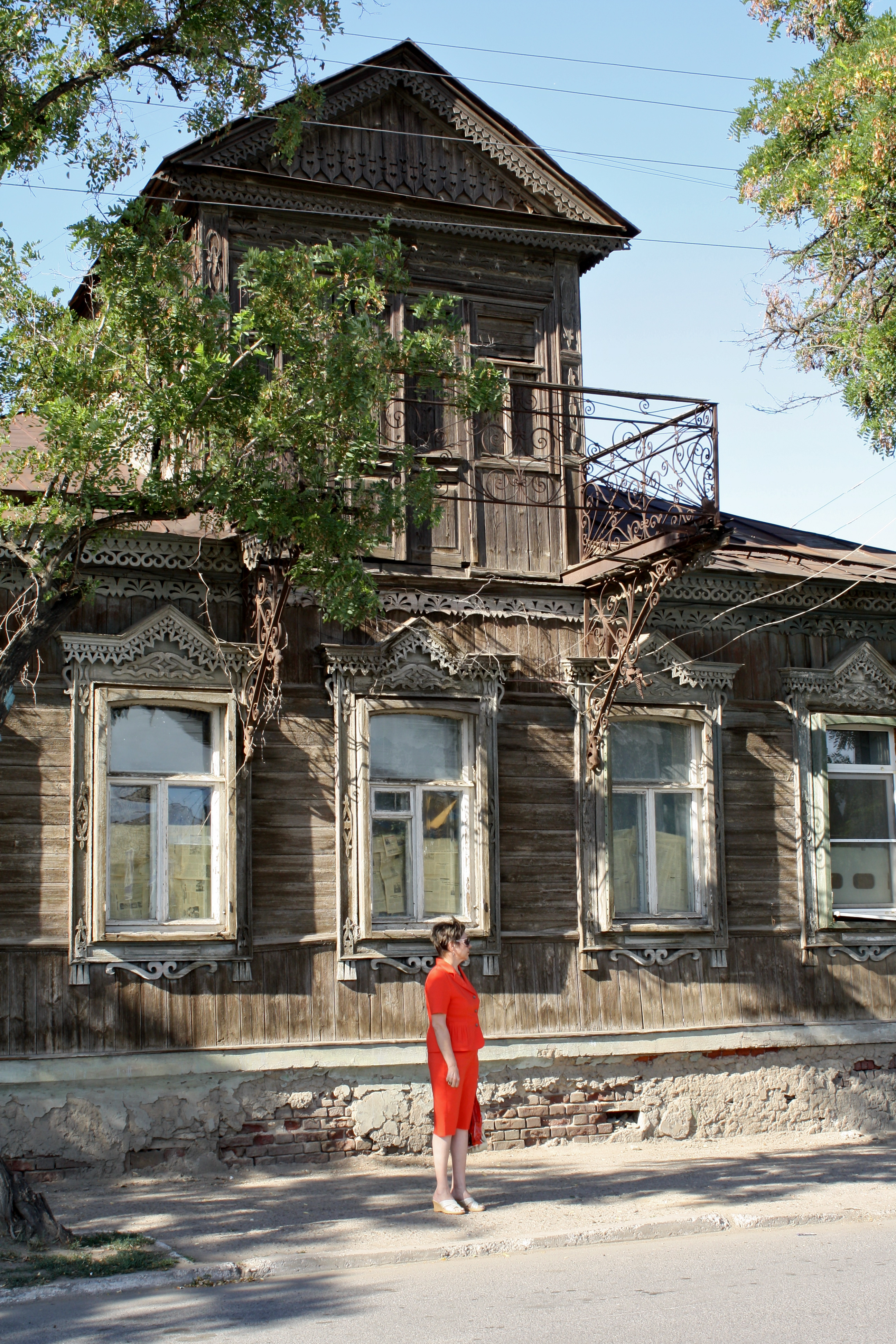
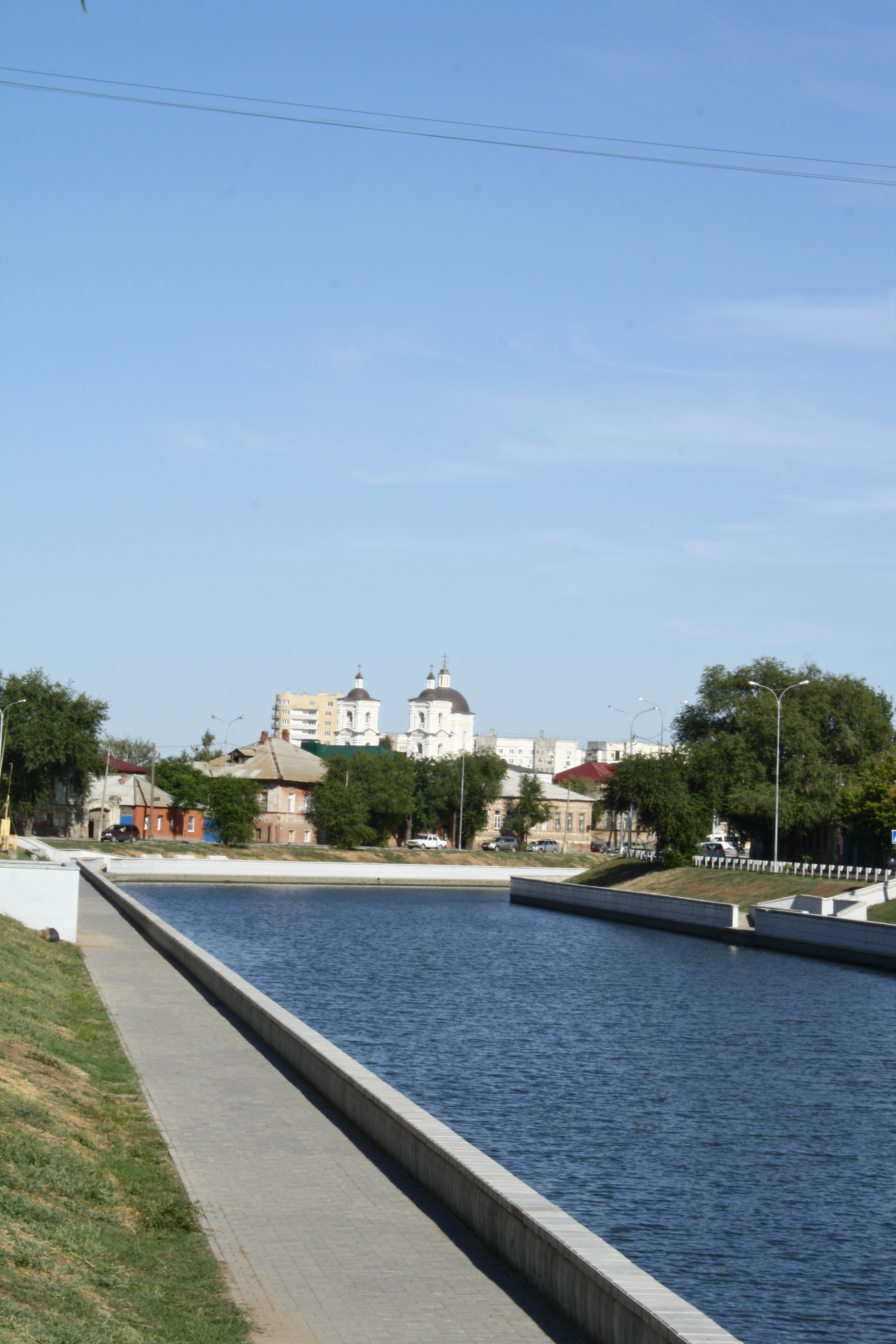
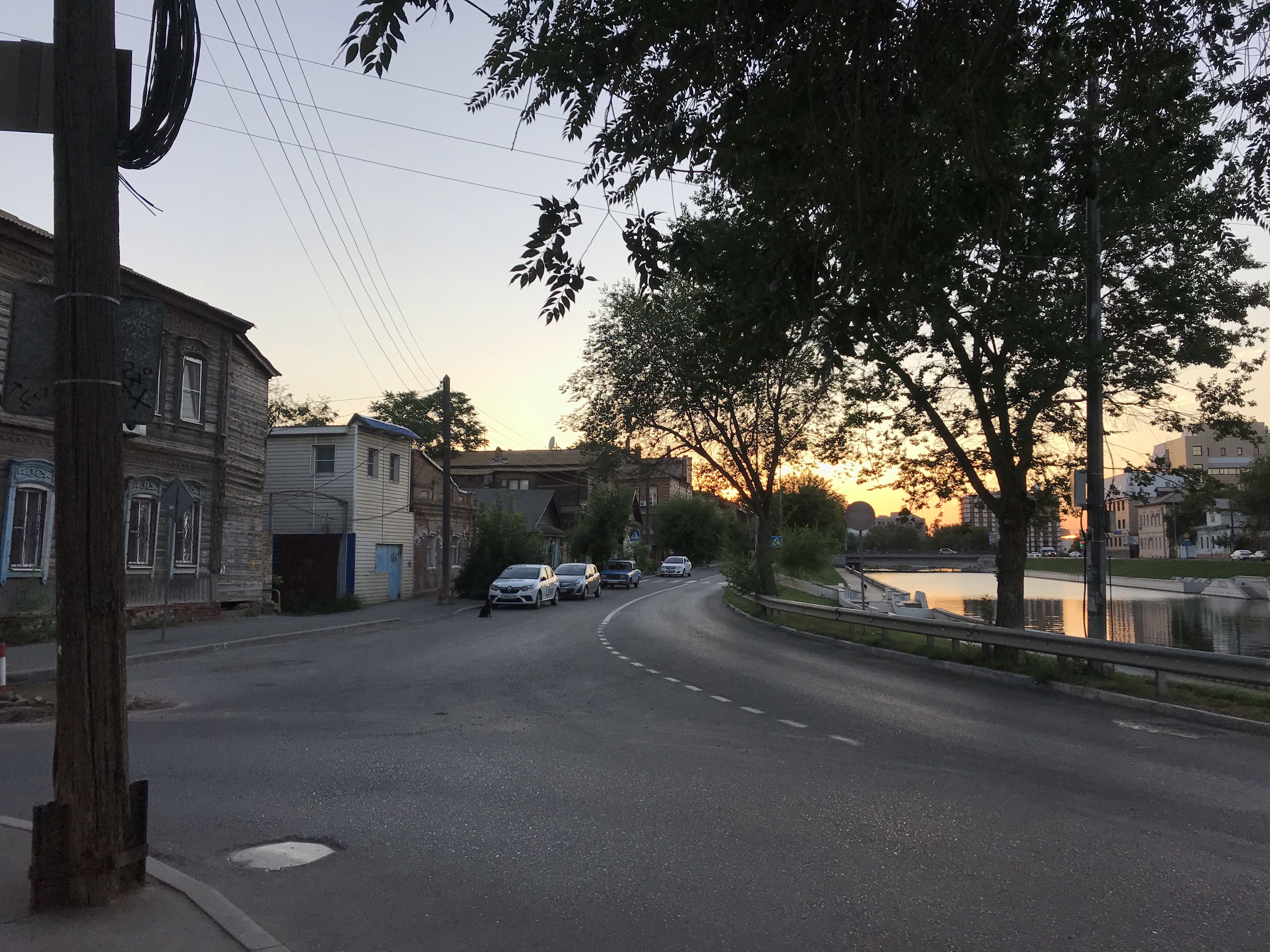
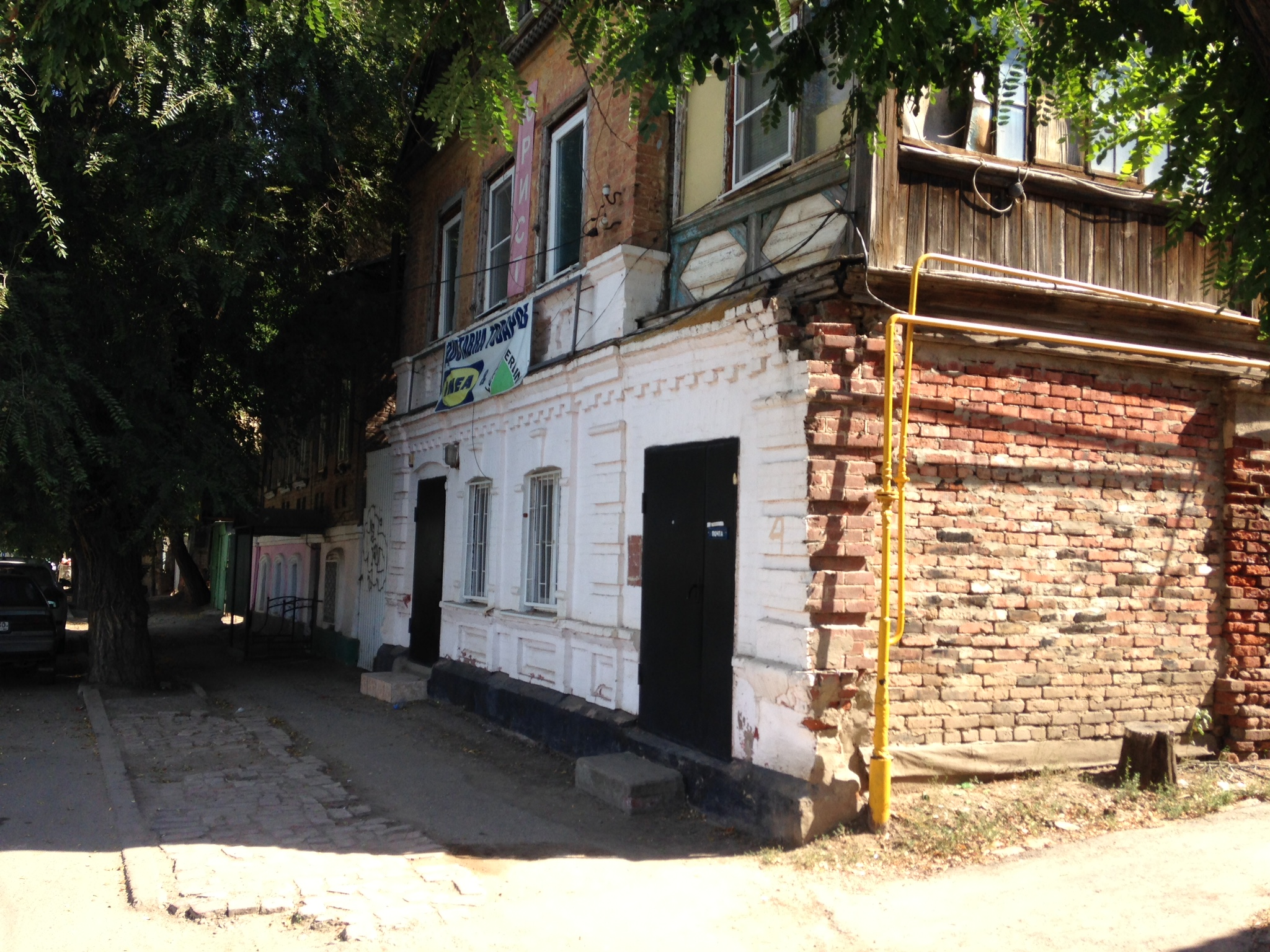
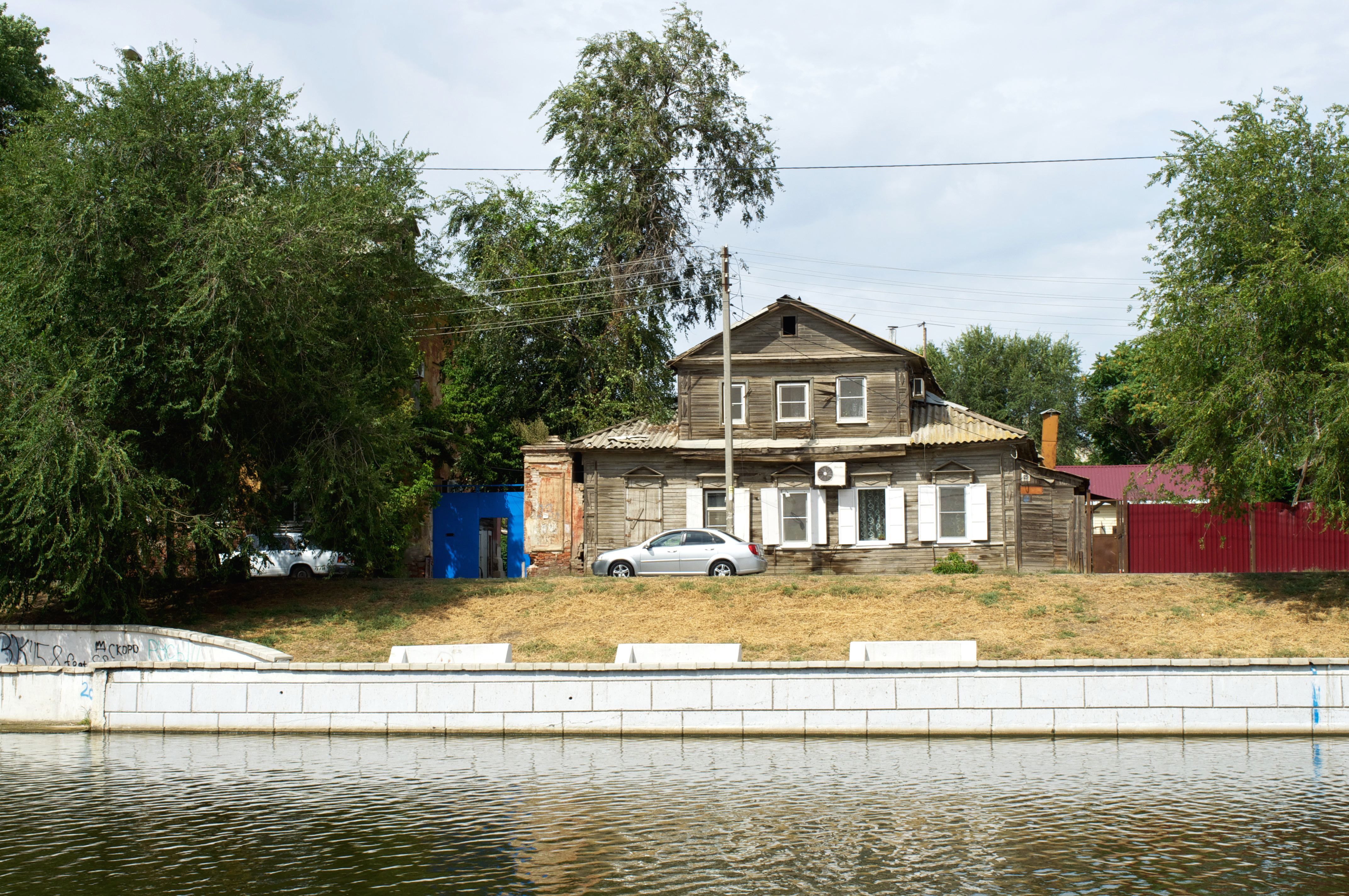
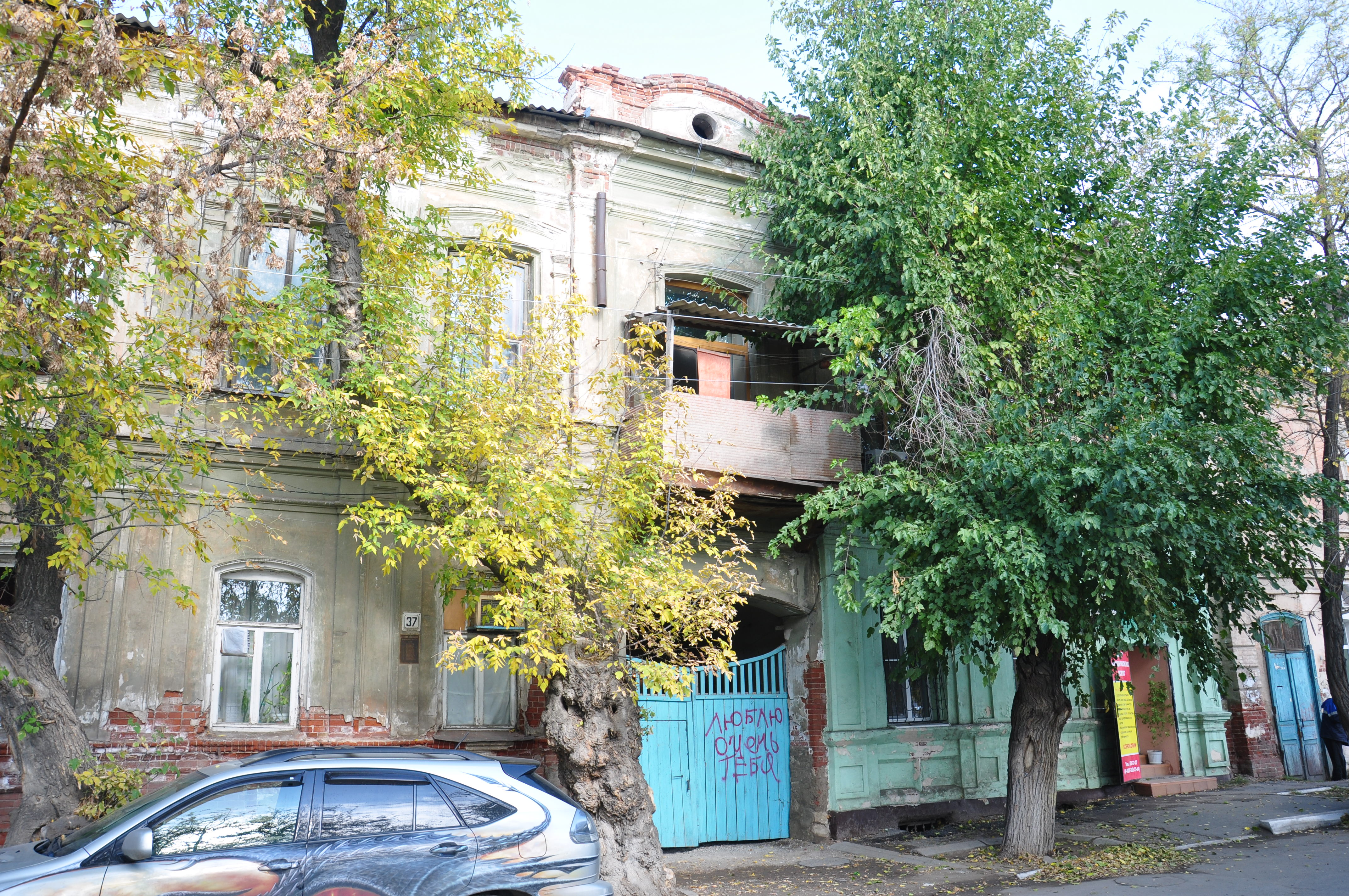
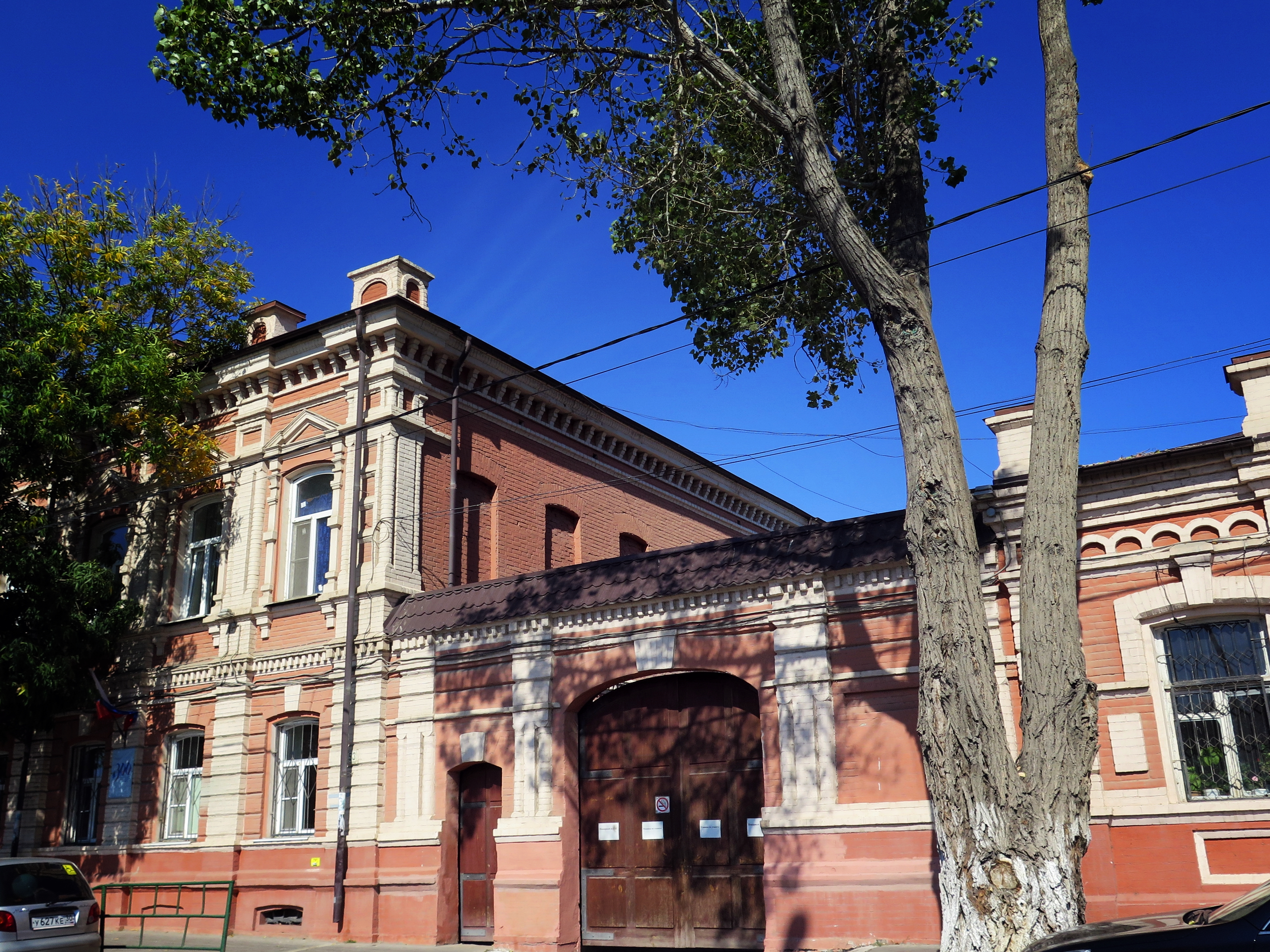